# Марк Маккенна
Марк МакКенна (народився 5 травня 1996) — ірландський актор, співак, автор пісень і продюсер. Найбільше він відомий тим, що знявся у фільмі Сінг Стрет серіалі Ютуб Преміум / Amazon Prime Wayne .

## Кар'єра
У кіно Маккенна дебютував у 2016 році у фільмі «Сінг-стріт» . Він був вокалістом/гітаристом гурту The Girl Talk. Зараз МакКенна є вокалістом/гітаристом гурту Milk. Маккенна отримав свою першу головну роль в американському телесеріалі «Вейн», прем'єра якого відбулася 16 січня 2019 року МакКенна публікує демо-записи під назвою LOVERBOY на SoundCloud, починаючи з 2016 року 16 листопада 2019 року було оголошено, що він зіграє роль Саймона в пілотній серіалі NBC Один із нас бреше , заснованій на загадковому романі-бестселері Карен М. Макманус .

## Фільмографія

### плівка
| рік      | Назва              | роль                        | Примітки |
| -------- | ------------------ | --------------------------- | -------- |
| 2016 рік | Співа вул          | Імон                        |          |
| 2018 рік | Оверлорд           | Рядовий першого класу Мерфі |          |
| 2020 рік | Зимове озеро       | Кол                         |          |
| 2022 рік | Даліленд           | Еліс Купер                  |          |
| 2023 рік | Клуб Чудо          | Джордж Хеннесі              |          |
| 2024 рік | Такі маленькі речі | Нед                         |          |

### телебачення
| рік            | Назва               | Роль               | Примітки                                             |
| -------------- | ------------------- | ------------------ | ---------------------------------------------------- |
| 2017 рік       | Редвотер            | Джиммі             | 2 епізоди                                            |
| 2019 рік       | Вейн                | Вейн Маккалоу мол. | Головна роль                                         |
| 2021–2022 роки | Один із нас бреше   | Саймон Келлехер    | Головний акторський склад (1 сезон); гість (2 сезон) |
| 2023 рік       | Найнебезпечніша гра | Тафт               | 4 епізоди 3)                                         |
| 2024 рік       | Турист              | Фергал МакДоннелл  | Головна роль (2 серія)                               |

## Дискографія

### Розширені п'єси
| Назва             | Подробиці                                                                                                   |
| ----------------- | --- |
| RIP The Girl Talk | - Випущено: 7 травня 2020 р. - Формат: цифрове завантаження, потокове передавання - Лейбл: Wavefarm Records |

### одинаки
| Назва           | рік      | Альбом            |
| --------------- | -------- | ----------------- |
| «Коли я знаю»   | 2018 рік | RIP The Girl Talk |
| «Героїчний шик» | 2018 рік | RIP The Girl Talk |

### Рекламні сингли
| Назва    | рік | Альбом |
| -------- | --- | ------ |
| «Ліки»   | 2016 рік \| rowspan="2" style="background: var(--background-color-interactive, #ececec); color: var(--color-base, #202122); vertical-align: middle; text-align: center; " class="table-na" \| Non-album promotional singles |        |
| «Скариф» | 2016 рік \| rowspan="2" style="background: var(--background-color-interactive, #ececec); color: var(--color-base, #202122); vertical-align: middle; text-align: center; " class="table-na" \| Non-album promotional singles |        |

### Розширені п'єси
| Назва  | Подробиці |
| ------ | --- |
| 1, ЄП  | - Випущено: 19 червня 2020 р. - Формат: цифрове завантаження, потокове передавання - Позначка: Незалежний    |
| 2, ЄП. | - Випущено: 19 серпня 2021 р. - Формат: цифрове завантаження, потокове передавання - Позначка: Бум. Записи   |
| 3, ЄП. | - Випущено: 1 грудня 2023 р. - Формат: CD, цифрове завантаження, потокове передавання - Позначка: Незалежний |

### одинаки
| Назва                                                     | рік      | Альбом |
| --------------------------------------------------------- | -------- | ------ |
| «Королева драми»                                          | 2019 рік | 1, ЄП  |
| «Температура»                                             | 2019 рік |        |
| «Ще трохи»                                                | 2019 рік | 1, ЄП  |
| «Завжди вчасно»                                           | 2020 рік | 1, ЄП  |
| «Лікуй мене»                                              | 2020 рік | 1, ЄП  |
| «Я ненавиджу те, як ти на мене дивишся (останнім часом).» | 2020 рік | 2, ЄП. |
| «Ти і я».                                                 | 2021 рік | 2, ЄП. |
| «2.» (featuring Search Party Animal)                      | 2021 рік | 2, ЄП. |
| «В Лос-Анджелесі».                                        | 2021 рік | 2, ЄП. |
| "Ти така.                                                 | 2021 рік | 2, ЄП. |
| «Я можу вам набриднути».                                  | 2022 рік | 3, ЄП. |
| «Людський контакт».                                       | 2022 рік | 3, ЄП. |
| «Здається, я загубив свій номер. Чи можу я отримати ваш?» | 2023 рік | 3, ЄП. |
| «Лондон».                                                 | 2023 рік | 3, ЄП. |
| «Емоційно образливий».                                    | 2023 рік | 3, ЄП. |

### Рекламні сингли
| Назва                  | рік      | Альбом |
| ---------------------- | -------- | ------ |
| «Медицина (акустична)» | 2015 рік |        |

| Назва                                    | рік      | Альбом |
| ---------------------------------------- | -------- | ------ |
| «Я лише іноді хочу померти»              | 2018 рік |        |
| «В Лос-Анджелесі»                        | 2018 рік |        |
| «Я ніколи не хочу померти з тобою поруч» | 2019 рік |        |
| «Ти такий»                               | 2020 рік |        |
| «Інструментальний»                       | 2020 рік |        |